# Gerenda (település)
Gerenda (szlovákul: Hriadky) község Szlovákiában, a Kassai kerület Tőketerebesi járásában.

## Fekvése
Tőketerebestől 8 km-re északra, a 19-es és 79-es utak kereszteződésében fekszik.

## Története
1321-ben „Gerenda Inferior” alakban említik először, amikor Károly Róbert király a gálszécsi uradalommal együtt hívének, a Boksa nembeli Peten fia Péternek adja. A 15. században a Sempsey, és Széchy, később a Tárcsy, Rákóczi, Daróczi családok birtoka. 1601-ben a terebesi uradalom része 17 jobbágytelekkel. 1637-ben a Drugeth családé, 1663-ban a Bocskaiaké. 1715-ben 21 ház nélküli jobbágytelke és 2 lakott háza volt. 1787-ben 45 házában 346 lakos élt.
A 18. század végén Vályi András így ír róla: „GERENDA. Tót falu Zemplén Vármegyében, földes Urai több Uraságok, lakosai külömbféle vallásúak, fekszik észak. Tehnához 1/2, délre Vecséhez is 1/2 órányira, térséges határja három nyomásbéli, gabonát, árpát terem, erdője, szőleje nints, piatza Kassán.”
1828-ban 48 háza és 353 lakosa volt. A 18-19. században a Barkóczy család tulajdonában találjuk.
Fényes Elek 1851-ben kiadott geográfiai szótárában így ír a faluról: „Gerenda, orosz-tót falu, Zemplén vmegyében, Gálszécs fil. 92 római, 201 görög kath., 36 ref., 28 zsidó lak., 228 hold szántófölddel. F. u. többen.”
A 20. században az Andrássy család birtoka. Lakói főként mezőgazdasággal foglalkoztak.
Borovszky Samu monográfiasorozatának Zemplén vármegyét tárgyaló része szerint: „Gerenda, kisközség a Tapoly-völgyben. Van 71 háza és 401 tótajkú lakosa, kiknek nagyobb része gör. kath. vallású. Mind postája és távírója, mind pedig vasúti állomása Gálszécs. Legelőször 1478-ban találjuk említve, a mikor a Sempseieket iktatják egyes részeibe. A Széchiek is birtokosai voltak, kik 1487-ben részüket a Tárczaiaknak zálogosítják el. 1500-ban Sztrithei Ozsvátot iktatják egy rész birtokába, de ugyanakkor a Csapiak és osztályos társaik is a birtokosok közé tartoznak. Az 1598-iki összeírás Rákóczy Ferenczet, Tussay Sándort, Bacskay Miklóst és Csapy Ferenczet találja itt s ugyanakkor iktatják be Drugeth Györgyöt is. 1600-ban a Daróczyak is szerepelnek, 1637-ben pedig ismét Drugeth György kap itt kir. adományt. 1663-ban Bocskay István és Soós György a földesura. Ezeknek az utódai birtokolják azután egész a XVIII. század végeig, a mikor a Kácsándy, Fáy, Pekáry, Szemere, Nemessányi, Puky, Szilassy, Kálnássy, Péchy, Pothurnay és Ghiczy családok közt oszlik meg. Most gróf Andrássy Gézának van itt nagyobb birtoka. Ezt a községet sem kerülte ki az 1663-ban dúlt pestis. Templom nincs a községben.”
1920-ig Zemplén vármegye Gálszécsi járásához tartozott.

## Népessége
| Év:            | 1994. | 2004.    | 2014.   | 2024.   |
| -------------- | ----- | -------- | ------- | ------- |
| Emberek száma: | 518   | 466      | 462     | 416     |
| Eltérés:       |       | -10,03 % | -0,85 % | -9,95 % |

| Év:            | 2023. | 2024.   |
| -------------- | ----- | ------- |
| Emberek száma: | 423   | 416     |
| Eltérés:       |       | -1,65 % |

1910-ben 397-en, többségében szlovák anyanyelvűek lakták, jelentős magyar kisebbséggel.
2001-ben 489 lakosából 488 szlovák volt.
2011-ben 451 lakosából 442 szlovák volt.

## Nevezetességei
- A Szentháromság tiszteletére szentelt, római katolikus temploma 1999-ben épült.
- Görögkatolikus templom.